# Московский (Челябинская область)
Московский — посёлок в Чесменском районе Челябинской области России. Входит в состав Светловского сельского поселения.

## География
Посёлок находится на юго-востоке области, в степной зоне, на левом берегу реки Средний Тогузак, на расстоянии 30 километров по прямой к юго-западу от села Чесма, административного центра района. Абсолютная высота 290 метров над уровнем моря.
Часовой пояс
Посёлок Московский, как и вся Челябинская область, находится в часовой зоне МСК+2. Смещение применяемого времени относительно UTC составляет +5:00.

## Население
| 2002 | 2010 |
| ---- | ---- |
| 187  | ↘93  |

Гендерный состав
По данным Всероссийской переписи населения 2010 года в гендерной структуре населения мужчины составляли 49,5 %, женщины — 50,5 %.
Национальный состав
Согласно результатам переписи 2002 года, в национальной структуре населения русские составляли 52 %, казахи — 42 %.

## Улицы
Уличная сеть посёлка состоит из трёх улиц.